# Amina Titi Atiku-Abubakar
Amina Titilayo Atiku-Abubakar de son vrai nom Titilayo Albert, née le 6 juin 1949, est une défenseure nigériane des droits des femmes et des enfants. Elle est fondatrice de la Fondation pour l'éradication de la traite des femmes et du travail des enfants (WOTCLEF), elle est également à l'origine  du projet de loi privé qui a conduit à la création de l'Agence nationale pour l'interdiction de la traite des personnes (NAPTIP).

## Biographie

### Enfance et éducation
Titilayo Albert nait dans la famille chrétienne Albert et d'ethnie yoruba  d'Ilesa, dans l'État d'Osun,. Elle a grandi à Lagos ou elle fait ses études primaires à Lafiaji et se rend ensuite à St. Mary's Iwo d'Osun pour ses études secondaires jusqu'en 1969,.
En 1971, elle épouse Atiku Abubakar de l'ancien vice-président de la République fédérale du Nigeria, Atiku Abubakar, jeune douanier à l'époque, avant de fréquenter l'école polytechnique de Kaduna. Outre l'anglais, elle parle couramment les langues yoruba et haoussa. Elle s'est convertie du christianisme à l'islam,.

### Carrière
Après avoir mené une vie d'enseignante à l'école polytechnique d'État de Kaduna, Amina Titilayo décide de  pour poursuivre ses études à Rome entre 1986 et 1987; elle rencontre de nombreuses filles nigérianes dans la rue et se rend compte que beaucoup d'entre elles se prostituaient pour leurs madames, et n'étaient bien souvent pas payées.

### Wotclef & Naptip
En 1999, à la suite de la nomination de son mari, Atiku Abubakar, à la vice-présidence du Nigeria, elle a lancé une plaidoirie pour mettre fin à toutes formes de  traite des êtres humains comme la prostitution forcée. Dans ce cadre, elle crée la Fondation pour l'éradication de la traite des femmes et du travail des enfants (WOTCLEF); ensuite, Amina supervise un projet de loi privé ayant pour but de sanctionner les trafiquants et la création de l' Agence nationale pour l'interdiction de la traite des personnes, agence fédérale nigériane de lutte contre la traite des personnes. Elle a également dispensé des cours d'éducation axés sur l'accueil et la réinsertion des filles rapatriées de différents pays au Nigeria.

## Prix
- Prix annuel des femmes nigérianes (2002)[13]
- Prix D'linga (2010)[14].